# Drosophila semialba
Drosophila semialba este o specie de muște din genul Drosophila, familia Drosophilidae, descrisă de Oswald Duda în anul 1925.
Este endemică în Costa Rica. Conform Catalogue of Life specia Drosophila semialba nu are subspecii cunoscute.